# Châteldon (eau minérale)
Pour la localité, voir Châteldon.

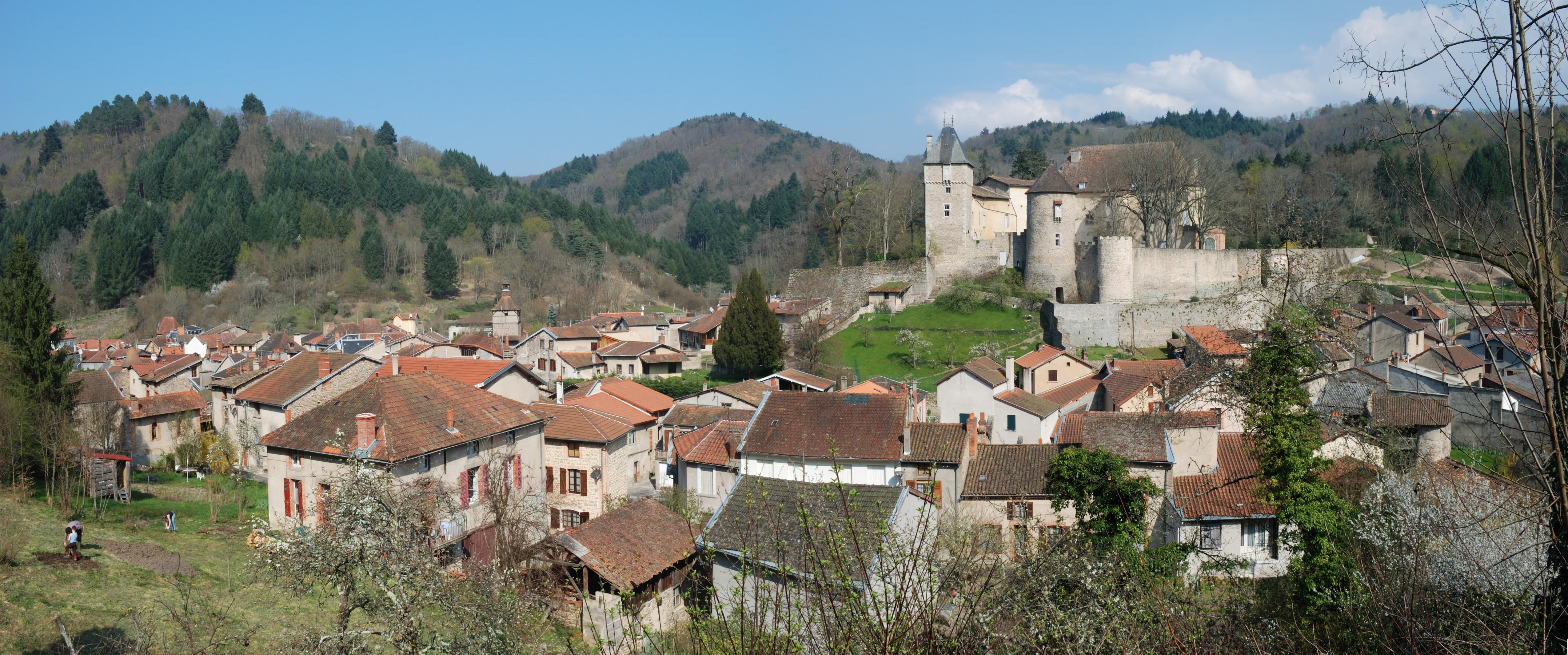
Vue panoramique de Châteldon.

Châteldon est une eau minérale naturelle dont la source se trouve dans le village éponyme, dans le nord du département du Puy-de-Dôme, à une vingtaine de kilomètres de Vichy. Elle appartient à la société Neptune, ancienne division « Eaux » du groupe français de boissons Castel (dont Vichy Célestins et Vichy Saint-Yorre), lequel a vendu ses participations dans cette activité au groupe Alma. Caractérisée par des bulles fines, l'eau minérale de Châteldon se présente comme un « grand cru » en raison de sa rareté mais aussi de son histoire. Elle est parfois surnommée la « Rolls des eaux minérales ».

## Composition chimique
| Éléments            | Proportion en mg/L |
| ------------------- | ------------------ |
| Calcium             | 383                |
| Magnésium           | 49                 |
| Sodium              | 240                |
| Potassium           | 35                 |
| Sulfates            | 20                 |
| Bicarbonates        | 2 075              |
| Chlorures           | 7                  |
| Fluorures           | 2                  |
| Résidu sec à 180 °C | 1 882              |
| pH                  | 6,2                |

## Histoire

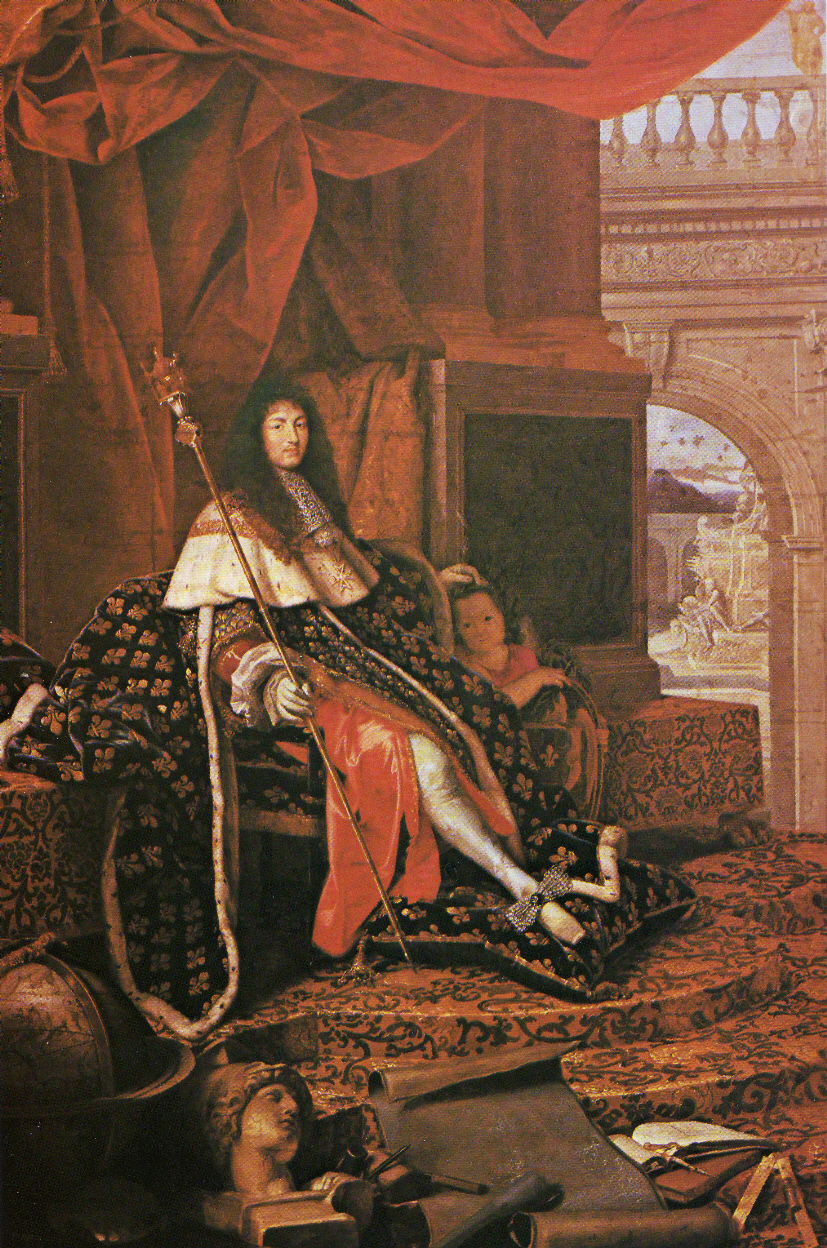
Louis XIV en 1665.

Selon la tradition, le premier personnage célèbre à connaître les bienfaits de l'eau de Châteldon fut le roi Louis XIV en personne, sur les conseils de son premier médecin, le docteur Guy-Crescent Fagon. Faisant l'éloge des propriétés de cette eau, en particulier de sa teneur en sodium et en calcium, le praticien aurait affirmé au monarque vers l'an de grâce 1650 : « Les eaux de Châteldon guériront Votre Majesté quelquefois, La soulageront souvent et La consoleront toujours. » Transportées à dos de mulet depuis l'Auvergne, les bonbonnes de Châteldon auraient donc eu l'honneur de parvenir directement à la table du roi à Versailles,,.
Il semble toutefois que cette anecdote, reprise sur l'étiquette des bouteilles d'aujourd'hui, comporte au moins une inexactitude : celle de la date. En effet, le docteur Fagon, né en 1638 tout comme le Roi-Soleil, n'avait que douze ans en 1650. Rien n'interdit cependant de penser qu'il y ait là un fond de vérité, peut-être à quelques dizaines d'années près. Mais la première mention des propriétés curatives de l'eau de Châteldon date de la seconde moitié du XVIIIe siècle. Au début du règne de Louis XVI, Jean-Baptiste Desbrest, inspecteur des eaux à Vichy, constate la richesse ferrugineuse de cette source et envisage de transformer Châteldon en station thermale. Il publie en 1778 un Traité des eaux minérales de Chateldon, de celles de Vichy et Haute-Rive en Bourbonnois, avec le détail de leurs propriétés Médicinales & leur analyse,.

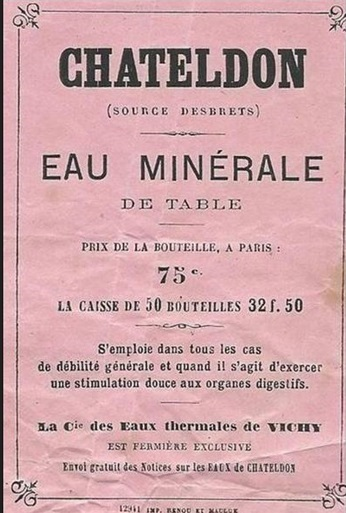
Etiquette publicité desbrets

Après une longue période d'oubli, l'eau de Châteldon refait parler d'elle au XXe siècle. En 1933, la source est rachetée à la famille Debrest par Pierre Laval, alors homme politique en vue et natif du village. Il est le gendre et beau-frère des Joseph Claussat (père et fils), maires de Châteldon, dont il a aussi racheté le château et ses dépendances à la famille Sénèque en 1931 ; il y résidera lorsqu'il sera vice-président du Conseil, puis chef du gouvernement du régime de Vichy, ville située à vingt kilomètres de là. C'est Louis Armand, alors ingénieur aux Mines de Clermont-Ferrand, qui lui donne une autorisation d'exploiter. Laval investit pour remettre la source en exploitation et crée la « Société des eaux de Châteldon » en 1935. Par son entregent, il réussit à placer son eau minérale dans des lieux prestigieux. L'eau est alors commercialisée sous l'appellation Sergentale, et distribuée dans les restaurants les plus huppés comme le Fouquet's ou l'Automobile Club de France et, grâce à Jacques Bardoux, grand-père de Valéry Giscard d'Estaing et administrateur de la Compagnie générale de navigation, sur les transatlantiques français comme le Normandie, ainsi que dans les trains grâce à un accord passé avec la Compagnie internationale des wagons-lits,. Ce succès perdurera sous l'Occupation.
Après 1945, suit une nouvelle période de mise en sommeil, jusqu'au rachat de la source par le groupe Neptune en 1993. L'eau est servie en 1971 aux invités des fêtes du 2500e anniversaire de l'Empire perse, organisées par le chah d'Iran, qui en était un consommateur. C'est en 2000 qu'est adoptée l'étiquette actuelle, rappelant le lien avec Louis XIV : couleurs or et argent, symbole du Roi-Soleil et date de 1650.

## Châteldon aujourd'hui
Avec un rendement de seulement trois millions de bouteilles par an, l'équivalent de la production journalière d'autres marques d'eau minérale de la région, la Châteldon est une eau rare. Présentée comme un « grand cru » mais aussi comme l'« eau du Roi », distribuée dans des bouteilles en verre, elle est d'abord apparue sur les tables des restaurants de prestige et dans les rayonnages des épiceries fines. Plusieurs personnalités hollywoodiennes ayant fait son éloge, elle est également devenue l'« eau des stars » selon les médias, autrement dit un produit de luxe.
Depuis quelques années, cependant, elle est de plus en plus souvent distribuée en grande surface et proposée dans des restaurants de quartier.